# Sebastiano Nicola Buonaparte
Sebastiano (II) Nicola Buonaparte (Ajaccio, 29 settembre 1683 – Ajaccio, prima del novembre 1720 o 24 novembre 1720) è stato un politico italiano, bisnonno di Napoleone Bonaparte.

## Famiglia e antenati
Era il figlio di Giuseppe Maria Buonaparte (1663 – 1703) e di Maria Colonna di Bozzi (c. 1668–16 ottobre 1704). Suo padre fu capitano del Consiglio di Ajaccio.
I suoi nonni paterni furono Carlo Maria Buonaparte (1637 – 1692), anch'egli capitano, e sua moglie Virginia Odone. Carlo aveva servito come capitano del consiglio di Ajaccio dal 1666 alla propria morte. Virginia era figlia del mercante Pietro Odone e della nobile Costanza Pozzo di Borgo.
I suoi nonni materni, invece, furono Antonio Colonna di Bozzi, signore dell'Altu Taravu.
Il suo bisnonno, Sebastiano Buonaparte (1603 – 1642/1643) aveva servito come capitano nel consiglio cittadino dal 1620 ed era divenuto cancelliere ad Ajaccio nel 1633. La sua bisnonna fu Maria Rastelli, figlia di Domenico Rastelli.
Sebastiano era figlio di Francesco Buonaparte (c. 1570 – 1633) e di Camilla Catacciolo. Francesco aveva prestato servizio come ufficiale nelle forze armate della Repubblica di Genova. Fu nominato "colonnello comandante" del reggimento della Corsica.
Francesco era a sua volta figlio del politico Girolamo Buonaparte (c. 1550 – 1650) e di sua moglie, Pellegrina Calvari. Centenario all'epoca della sua morte, Girolamo aveva servito in molte posizioni nel Concilio di Ajaccio e nel Senato cittadino lungo tutta la sua vita. Egli divenne Capitano del Concilio nel 1594.
Girolamo era figlio di Gabriele Buonaparte (m. 1589) e di una figlia di Francesco Montano, un patrizio corso.
Gabriele era figlio di Francesco Buonaparte (m. 1540), detto "il Mauro" (il Moro) e di sua moglie, Caterina da Castelletto. Francesco era un nobile originario di Sarzana ed aveva prestato servizio come mercenario balestriere a cavallo nelle armate del Banco di San Giorgio. Venne assegnato alla Corsica nel 1490 e sposò la propria moglie due anni più tardi. Ella era figlia di Guido da Castelletto, il rappresentante locale del San Giorgio. Francesco si ritirò a vita privata in Corsica agli inizi del XVI secolo, divenendo il fondatore della linea corsa dei Buonaparte.
I Buonaparte erano a loro volta derivati da un ramo collaterale della famiglia dei Cadolingi di Borgonuovo, Signori di Fucecchio in Toscana, presenti in loco dal X secolo. La linea dei Buonaparte si era portata a Sarzana da prima del 1264. (Non tutti gli storici condividono questa indicazione. Vedi quanto riportato su i Cadolingi e vedi le ipotesi formulate da autorevoli storici e studiosi locali).
Sebastiano Maria Buonaparte venne sepolto nella Cappella Imperiale di Ajaccio.

## Biografia
Sebastiano venne nominato anziano del consiglio della città di Ajaccio il 20 aprile 1720.
Il 17 dicembre 1708 ad Ajaccio, Sebastiano sposò la Nobile Maria Anna Tusoli (1690, Boccognano – 17 settembre, 1760, Ajaccio), figlia del nobile Carlo Tusoli e di Isabella ?. La coppia ebbe sei figli:
- Paola Maria (25 agosto, 1710, Ajaccio – ?). Sposò in prime nozze, ad Ajaccio, 29 giugno, 1737 Pietro Ternano (? – prima del 1750); in seconde nozze, nel 1750 il Nobile Michele Angelo Durazzo-Fozzani, Generale dell'Armata Indipendente di Corsica (1698, Fozzano – c. 1755); in terze nozze, ad Ajaccio, 14 gennaio, 1756 Gaetano Alata (agosto, 1735 – ?)
- Maddalena (ca 1712, Zigliara – ?). Sposò nel 1736 Federico (de) Drost, Barone di Moersbruck, parente di Teodoro Stefano, Barone di Neuhoff, Re Eletto di Corsica
- Giuseppe Maria (31 maggio, 1713, Ajaccio – 13 dicembre, 1763).
- Napoleone Buonaparte (ca 1717 – 17 agosto, 1767/1768). Anziano del Concilio di Ajaccio sin dal 1764. Ucciso nel corso delle guerre con la Francia che tentava di impossessarsi della Corsica con la forza.
- Monsignor Luciano Buonaparte (8 gennaio, 1718, Ajaccio – 15 ottobre, 1791, Ajaccio). Arcidiacono e Canonico della Cattedrale della Diocesi di Ajaccio nel 1771.
- Carlo Sebastiano Buonaparte (postumo, 19 ottobre, 1720, Ajaccio – 20 ottobre, 1720, Ajaccio).

## Ascendenza
|                                                                                       |   |                                       | Genitori                        |  |  | Nonni |  |  | Bisnonni                                 |  |  | Trisnonni                             |  |
|                                                                                       |   |                                       |                                 |  |  |       |  |  | Sebastiano Buonaparte (1603 – 1642/1643) |  |  | Francesco Buonaparte (c. 1570 – 1633) |  |
|                                                                                       |   |                                       |                                 |  |  |       |  |  | Sebastiano Buonaparte (1603 – 1642/1643) |  |  | Francesco Buonaparte (c. 1570 – 1633) |  |
|                                                                                       |   | Camilla Catacciolo (.... – ....)      |                                 |  |  |       |  |  | Sebastiano Buonaparte (1603 – 1642/1643) |  |  |                                       |  |
| Carlo Maria Buonaparte (1637 – 1692)                                                  |   |                                       |                                 |  |  |       |  |  | Sebastiano Buonaparte (1603 – 1642/1643) |  |  |                                       |  |
|                                                                                       |   | Maria Rastelli (c. 1610 – ....)       | Domenico Rastelli (.... – ....) |  |  |       |  |  |                                          |  |  |                                       |  |
|                                                                                       |   | Maria Rastelli (c. 1610 – ....)       | Domenico Rastelli (.... – ....) |  |  |       |  |  |                                          |  |  |                                       |  |
|                                                                                       |   | Maria Rastelli (c. 1610 – ....)       | Barbara ? (.... – ....)         |  |  |       |  |  |                                          |  |  |                                       |  |
| Giuseppe Maria Buonaparte (1663 – 1703)                                               |   | Maria Rastelli (c. 1610 – ....)       |                                 |  |  |       |  |  |                                          |  |  |                                       |  |
|                                                                                       |   | Pietro Odone (.... - ....)            | …                               |  |  |       |  |  |                                          |  |  |                                       |  |
|                                                                                       |   | Pietro Odone (.... - ....)            | …                               |  |  |       |  |  |                                          |  |  |                                       |  |
|                                                                                       |   | Pietro Odone (.... - ....)            | …                               |  |  |       |  |  |                                          |  |  |                                       |  |
| Virginia Odone (c. 1640 – ....)                                                       |   | Pietro Odone (.... - ....)            |                                 |  |  |       |  |  |                                          |  |  |                                       |  |
|                                                                                       |   | Costanza Pozzo di Borgo (.... - ....) | …                               |  |  |       |  |  |                                          |  |  |                                       |  |
|                                                                                       |   | Costanza Pozzo di Borgo (.... - ....) | …                               |  |  |       |  |  |                                          |  |  |                                       |  |
|                                                                                       |   | Costanza Pozzo di Borgo (.... - ....) | …                               |  |  |       |  |  |                                          |  |  |                                       |  |
| Sebastiano Nicola Buonaparte (1683 – 1720 o 1760) bisnonno di Napoleone (1769 - 1821) |   | Costanza Pozzo di Borgo (.... - ....) |                                 |  |  |       |  |  |                                          |  |  |                                       |  |
|                                                                                       | … | …                                     |                                 |  |  |       |  |  |                                          |  |  |                                       |  |
|                                                                                       | … | …                                     |                                 |  |  |       |  |  |                                          |  |  |                                       |  |
|                                                                                       | … | …                                     |                                 |  |  |       |  |  |                                          |  |  |                                       |  |
| Antonio Colonna di Bozzi (.... - ....)                                                | … |                                       |                                 |  |  |       |  |  |                                          |  |  |                                       |  |
|                                                                                       |   | …                                     | …                               |  |  |       |  |  |                                          |  |  |                                       |  |
|                                                                                       |   | …                                     | …                               |  |  |       |  |  |                                          |  |  |                                       |  |
|                                                                                       |   | …                                     | …                               |  |  |       |  |  |                                          |  |  |                                       |  |
| Maria Colonna di Bozzi (c. 1668 – 1704)                                               |   | …                                     |                                 |  |  |       |  |  |                                          |  |  |                                       |  |
|                                                                                       |   | …                                     | …                               |  |  |       |  |  |                                          |  |  |                                       |  |
|                                                                                       |   | …                                     | …                               |  |  |       |  |  |                                          |  |  |                                       |  |
|                                                                                       |   | …                                     | …                               |  |  |       |  |  |                                          |  |  |                                       |  |
| Giustina Lomellini (.... - ....)                                                      |   | …                                     |                                 |  |  |       |  |  |                                          |  |  |                                       |  |
|                                                                                       |   | …                                     | …                               |  |  |       |  |  |                                          |  |  |                                       |  |
|                                                                                       |   | …                                     | …                               |  |  |       |  |  |                                          |  |  |                                       |  |
|                                                                                       |   | …                                     | …                               |  |  |       |  |  |                                          |  |  |                                       |  |
|                                                                                       |   | …                                     |                                 |  |  |       |  |  |                                          |  |  |                                       |  |